# Michelangelo Ciancaglini
Michelangelo Ciancaglini (ur. 16 października 1926 w Furci, zm. 6 czerwca 1988) – włoski polityk i działacz związkowy, poseł do Parlamentu Europejskiego II kadencji.

## Życiorys
Działał we Włoskiej Konfederacji Pracowniczych Związków Zawodowych – był jej sekretarzem, a od 1977 członkiem zarządu. Wstąpił do Chrześcijańskiej Demokracji, w 1984 uzyskał z jej list mandat posła do Parlamentu Europejskiego II kadencji. Przystąpił go grupy Europejskiej Partii Ludowej, od lutego 1985 do czerwca 1986 należał do jej prezydium. Zasiadł w Komisji ds. Energii, Badań Naukowych i Technologii oraz Komisji ds. Socjalnych i Zatrudnienia, Delegacji ds. stosunków z państwami Azji Południowej. Zmarł w trakcie kadencji 6 czerwca 1988.